# Тельмановский район
Те́льмановский / Бо́йковский район (укр. Тельманівський / Бойківський район) — бывшее административно-территориальное образование на юго-востоке Донецкой области Украины. Административный центр — пгт. Тельманово/Бойковское. Де-юре район ликвидирован в 2020 году и включён в состав Кальмиусского района.

## История
- Большая часть района (восточнее реки Кальмиус) до 1917 года входила в состав Области Войска Донского.
- Район образован в 1935 году, первоначально назывался Остгеймским районом.
- 21 января 1959 года к Тельмановскому району была присоединена часть территории упразднённого Приморского района[3].
- Упразднён 30 декабря 1962 года, восстановлен 8 декабря 1966 года[4].
- 11 декабря 2014 года в связи с разрывом административных связей в районе на фоне проведения АТО Постановлением Верховной Рады от 11 декабря 2014 № 32-VIII «Про зміни в адміністративно-територіальному устрої Донецької області, зміну і встановлення меж Волноваського, Новоазовського та Тельманівського районів Донецької області»[5] из состава Тельмановского района в состав Волновахского района Донецкой области выведено 2 поселковых совета и 4 сельских совета общей площадью 52718,3 га:
  - Андреевский поселковый совет (площадь — 4705,4 га), в том числе пгт Андреевка, посёлки Бахчевик, Дружное, Обильное;
  - Мирненский поселковый совет (площадь — 458,6 га), в том числе пгт Мирное;
  - Гранитненский сельский совет (площадь — 11693,4 га), в том числе сёла Гранитное, Старомарьевка;
  - Новосёловский сельский совет (площадь — 13523,0 га), в том числе сёла Новосёловка, Запорожское, Каменка, Новосёловка Вторая, Степановка, посёлок Маловодное;
  - Старогнатовский сельский совет (площадь — 11155,4 га), в том числе сёла Старогнатовка, Новогригоровка;
  - Чермалыкский сельский совет (площадь — 11182,5 га), в том числе сёла Чермалык, Орловское, Фёдоровка.

В 2016 году в рамках кампании по декоммунизации на Украине переименован ВРУ в Бойковский район. Переименован и районный центр Тельманово в Бойково. Переименование не было признано властями самопровозглашенной ДНР.
17 июля 2020 года территория Бойковского района номинально стала частью новосозданного Кальмиусского района в качестве Бойковской городской общины. Фактически район контролируется самопровозглашённой Донецкой Народной Республикой и рассматривается ею как своя часть под старым названием и до выведения части советов в 2014 году.

## Население
Численность населения — 13 924 чел., городское население: 4315 человек сельское: 9609 человек.
Данные переписи населения 2001 года
| N | Национальность | Количество | Уд. вес (%) |
| - | -------------- | ---------- | ----------- |
| 1 | Украинцы       | 20442      | 57,80       |
| 2 | Русские        | 7359       | 20,81       |
| 3 | Греки          | 6172       | 17,45       |
| 4 | Татары         | 623        | 1,76        |
| 5 | Белорусы       | 165        | 0,47        |
| 6 | Немцы          | 152        | 0,43        |
|   | Всего          | 35365      | 100,00      |

## Административное деление
В составе района с 11 декабря 2014 года 1 пгт — райцентр, 8 сельсоветов, 42 населённых пункта, в том числе 41 село.
- 1 поселковый совет
  - Тельмановский поссовет: пгт Тельманово, село Зерновое;
- 8 сельских советов
  - Коньковский сельсовет: сёла Коньково, Ивановка, Калинино, Октябрьское, Самсоново;
  - Кузнецово-Михайловский сельсовет: сёла Кузнецово-Михайловка, Котляревское;
  - Луковский сельсовет: сёла Луково, Григоровка, Запорожец, Капланы, Николаевка, Петровское, Таврическое, Шевченко;
  - Михайловский сельсовет: сёла Михайловка, Греково-Александровка, Зелёный Гай, Зори, Новоалександровка, Радянское, Садки, Терновка;
  - Мичуринский сельсовет: сёла Мичурино, Богдановка, Вершиновка, Красный Октябрь, Новая Марьевка, Октябрьское, Первомайское, Розовка;
  - Первомайский сельсовет: сёла Первомайское, Воля, Черевковское;
  - Свободненский сельсовет: сёла Свободное, Дерсово, Чумак;
  - Староласпинский сельсовет: сёла Староласпа, Белая Каменка, Фёдоровка.

## Экономика
Добыча гранита, плавикового шпата (флюорит). 19 колхозов, 3 совхоза, 5 промышленных предприятий.

## Природа
Охраняемые природные территории:
- Родник Коньково
- Кирсаново
- Ботанический памятник природы «Урочище Лес на граните».

## Достопримечательности
Памятник архитектуры — Преображенская церковь (1846, село Коньково).